# زيرارة (زيرارة)
زيرارة هي إحدى مشيخات المملكة المغربية، تتبع جغرافيا لإقليم سيدي قاسم وإداريًا لزيرارة. يقدر عدد سكانها بـ 3559 نسمة حسب الإحصاء الرسمي للسكان والسكنى لسنة 2004.